# Juan Diges Antón
Juan Diges Antón (Guadalajara, 1855-Guadalajara, 1925) fue un escritor, profesor, dibujante e historiador español.

## Biografía
Nació el 27 o el 29 de diciembre de 1855 en Guadalajara. Delegado regio de Bellas Artes, fue miembro correspondiente de la Real Academia de San Fernando y de la de Bellas Artes de Toledo. Vicepresidente de la Comisión provincial de Guadalajara, fue maestro normal y sobrestante de Obras públicas. Falleció el 29 de diciembre de 1925 en Guadalajara, a los setenta años de edad. Dedicado principalmente al estudio de la provincia de Guadalajara, entre sus obras se encontraron Biografía de hijos ilustres de esta provincia, Guía de Guadalajara, El periodismo arriacense, Guía del turista y El convento de Santa Clara.